# Ekesjön, Halland
Ekesjön är en sjö i Falkenbergs kommun i Halland och ingår i Ätrans huvudavrinningsområde. Sjöns area är 0,038 kvadratkilometer och den är belägen 135 meter över havet.